# 84e régiment d'infanterie territoriale
Le 84e régiment d'infanterie territoriale est un régiment d'infanterie de l'armée de terre française qui a participé à la Première Guerre mondiale.

## Création et différentes dénominations
Le régiment reçoit son numéro par décret du 19 mars 1875, en prévision de la mobilisation.

## Chefs de corps
- 30 mars 1915 : lieutenant colonel Louis Charpy

## Historique des garnisons, combats et batailles du84eRIT

### Première Guerre mondiale

#### Affectations
- 88e division d'infanterie territoriale d'août 1914 à mars 1917.

#### 1915
Au 30 mars 1915, c'est le lieutenant colonel Louis Charpy qui commandait le 84e régiment d'infanterie territoriale du 1er Corps d'Armée. Ce jour, il a cité à l'ordre du régiment (citation numéro 18) un soldat pour acte de bravoure. Voici, une partie du texte :
Soldat Duribreu Maurice, de la 12e Cie. Très brave au feu. A défendu énergiquement un boyau par où l'ennemi cherchait à avancer. A mis plusieurs allemands hors de combat et s'est maintenu toute la journée sur la position.
Le document original a été retrouvé dans le livret de famille du dénommé soldat.

## Drapeau
Il porte, cousues en lettres d'or dans ses plis, les inscriptions suivantes :
- Picardie 1914